# کوریدوراس فلفل‌نمکی
کوریدوراس فلفل‌نمکی (نام علمی: Corydoras habrosus)، یا گربه‌ماهی فلفل‌نمکی یک ماهی آب شیرین مناطق گرمسیری است که متعلق به زیر خانواده کوریدوراس‌ها از خانواده گربه‌ماهیان زره‌دار است. خاستگاه آن آبهای داخلی آمریکای جنوبی در حوضه رودخانه اورینوکو در کشورهای ونزوئلا و کلمبیا می‌باشد.
طول این ماهی به ۳٫۵ سانتیمتر می‌رسد. در آب و هوای گرمسیری در آبی با پی‌اچ بین ۵٫۵ تا ۷٫۵، سختی آب ۲ تا ۱۰ و دمای حدود ۲۵ درجه سانتیگراد زندگی می‌کند. رژیم غذایی آن شامل کرم‌ها، سخت پوستان کف بستر، حشرات و مواد گیاهی است.

## در آکواریوم
کوریدوراس فلفل‌نمکی یک ماهی صلح‌جو است و می‌توان آن را در آکواریومی با گونه‌های کوچک‌تر ماهی‌ها نظیر انواع تتراها، انواع پانچکس‌ها، گوپی‌های اندلر و گونه‌های کوچک راسبورا نگهداری کرد. باید در گروه‌های حداقل ۶ عددی و در حالت ایده‌آل دسته‌های ۱۰ عددی یا بیشتر نگهداری شود. کوریدوراس فلفل‌نمکی را می‌توان با اکثر غذاهای کوچکی که ته‌نشین می‌شوند از جمله گرانول، پولکی و تخم یا لارو میگوی آرتمیا تغذیه کرد.